# River Finn
Der River Finn (irisch Abhainn na Finne) ist ein Fluss im County Donegal im Nordwesten der Republik Irland.
Der Finn entspringt im Westen Donegals aus dem Lough Finn und fließt in östlicher Richtung durch die Grafschaft, um sich bei Lifford und Strabane mit dem von Südosten aus dem County Tyrone kommenden Mourne zu vereinigen und zusammen den River Foyle zu bilden. Dabei bildet der Finn unterhalb von Clady die Grenze zwischen den Countys Donegal und Tyrone und damit zwischen Nordirland und der Republik Irland. 
Am östlichen Ende des vom Finn in Donegal durchflossenen Finn Valley liegt Lifford; vorher fließt der Finn durch die Zwillingsstädte Stranorlar und Ballybofey und gibt dem Fußballverein „Finn Harps F.C.“ in Ballybofey seinen Namen.